# Studenice
Studenice este o localitate din comuna Poljčane, Slovenia, cu o populație de 147 de locuitori.